# 19629 Serra
19629 Serra è un asteroide della fascia principale. Scoperto nel 1999, presenta un'orbita caratterizzata da un semiasse maggiore pari a 2,7879480 UA e da un'eccentricità di 0,0276850, inclinata di 2,42899° rispetto all'eclittica.